# Father of the Pride
Father of the Pride este un serial de animație american creat de Jeffrey Katzenberg și produs de DreamWorks Animation. Serialul a fost difuzat pe NBC din 31 august 2004 până în 27 mai 2005. Serialul a fost parte al unui trend de scurtă durată de seriale de animație 3D pe rețele de televiziune de primă ore (după Game Over).
Father of the Pride urmărește un grup de lei alb, incluzând Larry, Kate, Sierra și Hunter, care sunt vedetele unui spectacol Siegfried & Roy în Las Vegas. În ciuda promoției și sprijinului puternice, serialul a fost anulat după un sezon. Transmisiunea și producția au fost, de asemenea, amânate de accidentul pe scenă în viața reală a lui Roy Horn în octombrie 2003.